# Kim Jong-song
Kim Jong-song (en coreano: 김종성; Tokio, Japón; 23 de abril de 1964) es un exfutbolista y entrenador de fútbol de Corea del Norte nacido en Japón que jugaba en la posición de delantero. Desde 2023 es el entrenador del FC Ryukyu de la J3 League.

## Carrera

### Club
| Periodo   | Club               |
| --------- | ------------------ |
| 1987–1994 | Zainichi Chosen FC |
| 1995      | Júbilo Iwata       |
| 1996      | Consadole Sapporo  |
| 1997–1998 | Zainichi Chosen FC |

### Selección nacional
Jugó para Corea del Norte en 20 ocasiones entre 1990 y 1992 y anotó dos goles, participó en los Juegos Asiáticos de 1990 y en la Copa Asiática 1992.

### Entrenador
| Periodo   | Club                    |
| --------- | ----------------------- |
| 2002-2004 | Cerezo Osaka            |
| 2004-2010 | Tokyo Korean Highschool |
| 2010–2014 | Universidad de Corea    |
| 2016–2018 | FC Ryukyu               |
| 2019–2021 | Kagoshima United FC     |
| 2021-2023 | Gainare Tottori         |
| 2023-Act. | FC Ryukyu               |